# Malente
Malente – gmina w Niemczech w kraju związkowym Szlezwik-Holsztyn, w powiecie Ostholstein.

## Współpraca
- Barwice, Polska
- Holeby, Dania